# 德克爾冰川
德克爾冰川（英語：Decker Glacier）是南極洲的冰川，位於維多利亞地，流經阿斯加德山脈的紐沃爾山東北坡，以美國海軍的航空機械軍士長命名，現時由南極條約體系管理。